# Verbascum sinuatum
Verbascum sinuatum är en flenörtsväxtart som beskrevs av Carl von Linné. Verbascum sinuatum ingår i släktet kungsljus, och familjen flenörtsväxter. Utöver nominatformen finns också underarten V. s. albiflorum.